# پاتریک مک‌کاو
پاتریک مک‌کاو (انگلیسی: Patrick McCaw؛ زادهٔ ۲۵ اکتبر ۱۹۹۵) یک بازیکن بسکتبال اهل ایالات متحده آمریکا است. از باشگاه‌هایی که در آن بازی کرده‌است می‌توان به گلدن استیت واریرز اشاره کرد.